# Palazzo Fauzone
Palazzo Fauzone (dei Conti di Germagnano) è un palazzo medievale, eretto intorno al XII secolo dalla ricca e nobile famiglia Fauzone (o Faussone) in Mondovì, Piazza Maggiore.

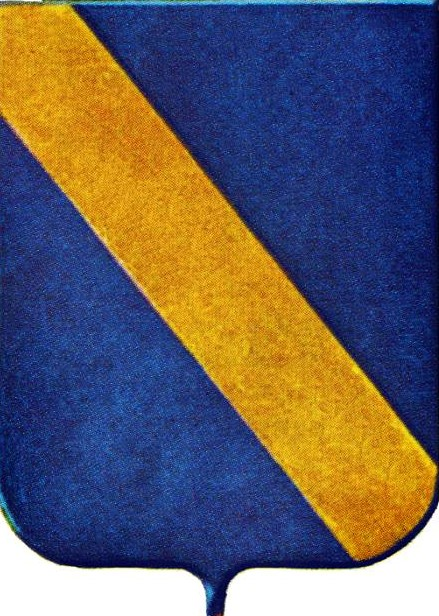
Stemma della famiglia Faussone conti di Germagnano preso dall'Annuario della nobiltà italiana

Il capostipite della famiglia (il cui motto era si te fata vocant en dieu) fu Percivalle Faussone, nobile di Mondovì, che fu anche Consigliere del Comune di Mondovì intorno alla fine del Duecento, che aveva ricevuto in eredità la terra acquistata dalla diocesi astigiana di Morozzo da un suo antenato.
Qui nacquero alcune tra le più eminenti figure non solo della città, ma anche dell'intera Italia. La famiglia Faussone aveva notevoli diramazioni in tutto il territorio, a Mondovì si segnalano il palazzo Faussone di Montelupo, anch'esso prospiciente la Piazza Maggiore, palazzo Faussone di Nuceto su via Giolitti, casa natale di Giovanni Giolitti, straordinario esempio di palatium medievale e palazzo Faussone di Montaldo in via Vico.
Il palazzo ha ospitato il monastero delle Monache Cappuccine di clausura. Fu sede della sottoprefettura.

Attualmente è un bene demaniale in comodato al Comune di Mondovì; ospita anche il Museo della ceramica di Piazza.